# Нелсова, Зара
Зара Нелсова (англ. Zara Nelsova, урождённая Кацнельсон; 23 декабря 1918, Виннипег, Канада — 10 октября 2002, Нью-Йорк, США) — канадская и американская виолончелистка, музыкальный педагог.

## Биография
Зара Нелсова родилась в семье выходцев из России, эмигрировавших в Канаду в 1910 году. Её отец, флейтист Григорий Кацнельсон, выпускник Санкт-Петербургской консерватории, выступавший под псевдонимом «Грегор Нелсов», стал её первым учителем музыки. В дальнейшем её учителями были такие музыканты, как Дежё Махалек, Герберт Уоленн, а позже Пабло Казальс, Эмануэль Фойерман и Грегор Пятигорский.
Зара начала выступать в своём родном Виннипеге уже в пять лет. Со своими сестрами Энн и Идой она выступает на музыкальных фестивалях-конкурсах Манитобы. В 1928 году семья перебирается в Лондон, а со следующего года и вплоть до 1939 года сестры выступают как Канадское трио. Первый сольный концерт в Лондоне Зара даёт в 1930 году, а её концертный дебют состоялся годом позже, когда она исполнила концерт Лало с Лондонским симфоническим оркестром. В 1936 году, в семнадцать лет, Зара Нелсова даёт первый сольный рецитал в лондонском Уигмор-холле.
В 1939 году Зара возвращается в Канаду, где становится первой виолончелью Торонтского симфонического оркестра и участницей нового Канадского трио вместе с Эрнестом Макмилланом и Кэтлин Парлоу. Одновременно она преподает в Торонтской консерватории. С 1962 года до самой смерти она преподает в Джульярдской школе. Она также вела преподавательскую работу в Рутгерском университете.
На протяжении всей карьеры Нелсова много гастролирует. Она выступала в городской ратуше Нью-Йорка в 1942 году и в Лондоне в 1949, по приглашению Эрнеста Блоха приняв участие в фестивале его произведений. В 1950 году с оркестром Би-би-си она впервые исполняет в Европе виолончельный концерт Барбера. Ей также принадлежит честь премьерного исполнения произведений Хиндемита (A Frog He Went A-Courting, Лондон, 1948), Александра Бротта (Arabesque, Монреаль, 1958), Алексея Гаева (Соната для виолончели, 1963) и Хью Вуда (Концерт для виолончели, концертный зал «Танглвуд» в Массачусетсе, 1969). В 1954 году она два месяца выступает в Израиле, после чего совершает восьминедельное турне по Аляске и Северо-Западным территориям Канады, а на следующий год в Лондоне и Нью-Йорке даёт серию сольных виолончельных рециталов. В 1966 году Нелсова стала первой североамериканской виолончелисткой, совершившей турне по Советскому Союзу. В 1967 году она приняла участие во Всемирной выставке в Монреале. Она также выступала в Белом доме перед президентом США Никсоном.
В 1963 году Зара Нелсова вышла замуж за американского пианиста Гранта Джоханнесена. Их брак продолжался десять лет, и они часто выступали вместе, в том числе совершив турне по Канаде в 1976 году в качестве солистов Ванкуверского симфонического оркестра.
Зара Нелсова была почётным доктором двух университетов: Виннипегского (1985) и Колледжа Смита в Нортхемптоне, Массачусетс (1992).